# Cima Palone
La Cima Palone è una montagna delle Prealpi Bresciane, situata in Lombardia, nella provincia di Brescia, con un'altitudine di 2.089 metri. Si trova nell’area del Parco dell'Alto Garda Bresciano ed è una meta apprezzata da escursionisti e appassionati di montagna.

## Geografia
La Cima Palone è situata sul crinale che separa la Val Vestino dal Lago di Garda. Dalla vetta si gode di un ampio panorama che spazia dalle cime circostanti, come il Monte Tombea e il Monte Caplone, fino al Lago di Garda e alle Dolomiti di Brenta.

## Accesso
L’accesso alla Cima Palone è possibile tramite diversi sentieri escursionistici, il più noto dei quali parte da Bocca di Valle o da Cima Rest. L'ascensione, di difficoltà moderata, attraversa pascoli, boschi e tratti rocciosi, con un dislivello di circa 800 metri.

## Ambiente e natura
L’area è caratterizzata da una ricca biodiversità, tipica del Parco dell'Alto Garda Bresciano. Tra le specie vegetali, si trovano piante alpine e pascoli d’alta quota, mentre la fauna comprende camosci, aquile reali e marmotte.

## Attività
- Escursionismo: i percorsi verso la Cima Palone sono apprezzati per la loro bellezza e per la vista panoramica.
- Fotografia naturalistica: la varietà paesaggistica rende la cima un luogo ideale per fotografie.
- Mountain bike: i sentieri circostanti sono frequentati anche dagli appassionati di ciclismo.